# Rue de Dilbeek (Région de Bruxelles-Capitale)
Pour les articles homonymes, voir Dilbeek (homonymie).
La rue de Dilbeek est une voie bruxelloise de la commune d'Anderlecht et surtout de Molenbeek-Saint-Jean.

## Situation et accès
Cette rue débute chaussée de Ninove (place Henri De Smet) et se termine au boulevard Edmond Machtens en passant par une cité-jardin avant de rejoindre la rue de la Semence et la rue de la Laiterie. La partie sur Anderlecht se nomme en néerlandais Dilbeekse straat, tandis que la partie sur Molenbeek se nomme Dilbeekstraat.
Bruxelles possède une seconde rue de Dilbeek située à Berchem-Sainte-Agathe.

## Origine du nom
Dilbeek est une commune située à l'ouest de Bruxelles, voisine d'Anderlecht et de Molenbeek-Saint-Jean.